# Liste der Landschaftsschutzgebiete in Dortmund
Die Liste der Landschaftsschutzgebiete in Dortmund enthält die Landschaftsschutzgebiete der kreisfreien Stadt Dortmund in Nordrhein-Westfalen.

## Liste
| Bild                                            | Nummer    | Bezeichnung des Gebietes                                                                                         | Fläche in Hektar | WDPA-ID   | Koordinaten | Datum Landschaftsplan |
| ----------------------------------------------- | --------- | --- | ---------------- | --------- | ----------- | --------------------- |
|                                                 | 4310-0016 | Groppenbruch | 182              | 555560933 | Position    | 2005                  |
|                                                 | 4409-0044 | Volksgarten Bövinghausen                                                                                         | 4,29             | 555561085 | Position    | 1996                  |
| LSG Dellwig                                     | 4409-0045 | Dellwig | 163,77           | 555561086 | Position    | 1996                  |
|                                                 | 4409-0046 | Bövinghausen | 112,8            | 555561087 | Position    | 1996                  |
|                                                 | 4410-0004 | Brüninghausen | 125,2            | 555561099 | Position    | 1990                  |
|                                                 | 4410-0005 | Brechten | 129,17           | 555561100 | Position    | 1990                  |
|                                                 | 4410-0006 | Brechten-Ost | 138,46           | 555561101 | Position    | 1990                  |
|                                                 | 4410-0007 | Mengede | 303,8            | 555561102 | Position    | 1990                  |
| LSG Schwieringhausen, Holthausen, Kemminghausen | 4410-0008 | Schwieringhausen, Holthausen, Kemminghausen                                                                      | 959,38           | 555561103 | Position    | 1990                  |
|                                                 | 4410-0009 | Derne, Kirchderne, Hostedde                                                                                      | 245,25           | 555561104 | Position    | 1990                  |
| LSG Bodelschwingh                               | 4410-0010 | Bodelschwingh | 197,83           | 555561105 | Position    | 1990                  |
|                                                 | 4410-0011 | Westerfilde, Obernette                                                                                           | 171,71           | 555561106 | Position    | 1990                  |
| LSG Eving                                       | 4410-0012 | Eving | 32,58            | 555561107 | Position    | 1990                  |
| LSG Westrich                                    | 4410-0013 | Westrich | 63,69            | 555561108 | Position    | 1996                  |
|                                                 | 4410-0014 | Kirchlinde-Rahm                                                                                                  | 55,44            | 555561109 | Position    | 1996                  |
|                                                 | 4410-0015 | Huckarde | 145,28           | 555561110 | Position    | 1996                  |
|                                                 | 4410-0016 | Marten-Olleroh                                                                                                   | 48,66            | 555561111 | Position    | 1996                  |
|                                                 | 4410-0017 | Revierpark Wischlingen                                                                                           | 36,56            | 555561112 | Position    | 1996                  |
| LSG Marten-Oespel                               | 4410-0018 | Marten-Oespel | 161,37           | 555561113 | Position    | 1996                  |
| LSG Deusen-Ellinghausen                         | 4410-0019 | Deusen-Ellinghausen                                                                                              | 69,02            | 555561114 | Position    | 1996                  |
| LSG Waldfläche am Hauptfriedhof                 | 4411-0012 | Waldfläche am Hauptfriedhof                                                                                      | 16,06            | 555561126 | Position    | 1996                  |
| LSG Lanstrup, Kurl                              | 4411-0013 | Lanstrop, Kurl                                                                                                   | 1238,88          | 555561127 | Position    | 1990                  |
|                                                 | 4411-0014 | Kirchderner Wäldchen                                                                                             | 0,77             | 555561128 | Position    | 1990                  |
|                                                 | 4411-0015 | Alter Flughafen Brackel                                                                                          | 47,98            | 555561129 |             | 1996                  |
|                                                 | 4411-0016 | Östlicher Teil des Wickeder Feldes                                                                               | 27,04            | 555561130 | Position    | 1996                  |
|                                                 | 4411-0017 | Wickeder Feld | 322,35           | 555561131 | Position    | 1996                  |
|                                                 | 4411-0018 | Westbrink-Halde Schleswig                                                                                        | 56,32            | 555561132 | Position    | 1996                  |
| LSG Asseln-Wickede                              | 4411-0019 | Asseln-Wickede                                                                                                   | 400,55           | 555561133 | Position    | 1996                  |
| LSG Schürener Feld                              | 4411-0020 | Schürener Feld                                                                                                   | 0,52             | 555561134 | Position    | 1990                  |
|                                                 | 4411-0021 | Landwirtschaftsbereich um Sölde                                                                                  | 245,37           | 555561135 |             | 2005                  |
|                                                 | 4509-0001 | Lütgendortmund                                                                                                   | 24,94            | 555561227 | Position    | 1996                  |
|                                                 | 4510-0001 | Bolmke | 23,03            | 555561264 |             | 1990                  |
|                                                 | 4510-0002 | Somborn-Kley | 161,57           | 555561265 | Position    | 1996                  |
|                                                 | 4510-0003 | Dorney | 57,37            | 555561266 | Position    | 1996                  |
| LSG Emschertal                                  | 4510-0004 | Emschertal | 29,64            | 555561267 | Position    | 2005                  |
| LSG Umfeld Universität Dortmund                 | 4510-0005 | Umfeld Universität Dortmund                                                                                      | 148,11           | 555561268 | Position    | 2005                  |
|                                                 | 4510-0006 | Schondelle- und Pferdebachtal/Hacheney                                                                           | 101,93           | 555561269 |             | 1990                  |
| Nathebachtal                                    | 4510-0007 | Bachtäler der nördlichen Ardey-Abdachung (Heisterbachtal, Marksbachtal, Heimatbachtal, Lohbachtal, Nathebachtal) | 358,79           | 555589428 |             | 2005                  |
|                                                 | 4510-0008 | Lössflächen um Menglinghausen, Kruckel und Grossholthausen                                                       | 543,28           | 555561271 |             | 2005                  |
| LSG Kirchhörder Bachtal                         | 4510-0009 | Kirchhörder Bachtal                                                                                              | 94,28            | 555561272 | Position    | 1990                  |
| LSG Ardey-Wälder                                | 4510-0010 | Ardey-Wälder | 1712,59          | 555561273 | Position    | 2005                  |
| LSG Mittleres Emschertal                        | 4510-0011 | Mittleres Emschertal                                                                                             | 53,01            | 555561274 | Position    | 2005                  |